# Stanisław Szwabski
Stanisław Bogdan Szwabski (ur. 27 maja 1943 w Lublinie) – polski chemik (dr inż.), samorządowiec, radny i przewodniczący Rady Miasta Gdyni.

## Życiorys
W 1966 ukończył Politechnikę Gdańską, w 1975 obronił pracę doktorską i do 1983 był adiunktem na tej uczelni. W latach 1979–1985 wykładał na Uniwersytecie Politechnicznym w Oranie (Algieria).
W Radzie Miasta zasiadał nieprzerwanie od 1990 do 2018. W latach 1990–1994 był członkiem Zarządu Miasta, w latach 1994–1998 wiceprzewodniczącym Rady Miasta. Po wyborach samorządowych w 1998 został przewodniczącym Rady Miasta. Rada IV kadencji w 2002 wybrała go ponownie na tę funkcję. W latach 2002–2004 był przewodniczącym Platformy Obywatelskiej RP w Gdyni. W wyborach samorządowych w 2006 startował do Rady Miasta z okręgu wyborczego numer 4, zdobywając 1027 głosów. W wyborach w 2010 roku zdobył 1174 głosy, co dało mu mandat radnego VI kadencji dopiero po powołaniu Bogusława Stasiaka na wiceprezydenta Gdyni. Ponownie został wybrany na przewodniczącego Rady Miasta. W wyborach w 2014 roku zdobył 730 głosów i ponownie został radnym na skutek zwolnienia mandatu przez Bogusława Stasiaka. W 2018 nie ubiegał się o reelekcję. Jest żonaty, ma córkę i wnuka. Mieszka w Orłowie.
Jest członkiem Stowarzyszenia Tłumaczy Polskich oraz Polskiego Towarzystwa Chemicznego, autorem lub współautorem szeregu prac naukowych z dziedziny chemii, a także kilku publikacji o tematyce samorządowej.

## Odznaczenia
- Złoty Krzyż Zasługi (2010)[1].
- Odznaka Honorowa za Zasługi dla Samorządu Terytorialnego (2015)[2].